# Gaël Clichy
Gaël Clichy (Toulouse, 26 de julio de 1985) es un exfutbolista francés. Jugaba de defensa y su último equipo fue el Servette F. C. de Suiza. Desde 2023 forma parte del cuerpo técnico de la selección sub-21 de Francia.

## Selección nacional

### Participaciones en Copas del Mundo
| Mundial                        | Sede      | Resultado    |
| ------------------------------ | --------- | ------------ |
| Copa Mundial de Fútbol de 2010 | Sudáfrica | Primera fase |

### Participaciones en Eurocopas
| Copa          | Sede              | Resultado        |
| ------------- | ----------------- | ---------------- |
| Eurocopa 2012 | Polonia · Ucrania | Cuartos de final |

## Clubes
| Club                      | País       | Año       |
| ------------------------- | ---------- | --------- |
| A. S. Cannes              | Francia    | 2002-2003 |
| Arsenal F. C.             | Inglaterra | 2003-2011 |
| Manchester City F. C.     | Inglaterra | 2011-2016 |
| Estambul Başakşehir F. K. | Turquía    | 2017-2020 |
| Servette F. C.            | Suiza      | 2020-2023 |

## Palmarés

### Títulos nacionales
| Título               | Club                      | País       | Año     |
| -------------------- | ------------------------- | ---------- | ------- |
| Premier League       | Arsenal F. C.             | Inglaterra | 2003-04 |
| Community Shield     | Arsenal F. C.             | Inglaterra | 2004    |
| FA Cup               | Arsenal F. C.             | Inglaterra | 2004-05 |
| Premier League       | Manchester City F. C.     | Inglaterra | 2011-12 |
| Community Shield     | Manchester City F. C.     | Inglaterra | 2012    |
| Copa de la Liga      | Manchester City F. C.     | Inglaterra | 2013-14 |
| Premier League       | Manchester City F. C.     | Inglaterra | 2013-14 |
| Copa de la Liga      | Manchester City F. C.     | Inglaterra | 2015-16 |
| Superliga de Turquía | Estambul Başakşehir F. K. | Turquía    | 2019-20 |